# المعزية (العدين)

تعديل مصدري - تعديل

المعزية محلة تابعة لقرية الحصابين، التابعة لعزلة عردن بمديرية العدين إحدى مديريات محافظة إب في الجمهورية اليمنية، بلغ تعداد سكانها 91 حسب تعداد اليمن لعام 2004.